# Cabure
Koordinaten: 11° 9′ N, 69° 37′ W

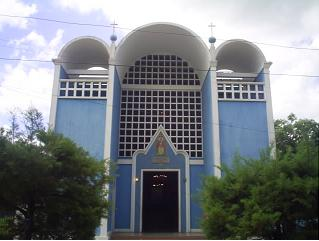
Kirche von Cabure

Cabure ist ein Dorf in der Falcón-Bergkette (Venezuela) und Hauptort des Bezirks Petit, im Bundesstaat Falcón. Es liegt 80 km südlich von Coro. Im Jahr 2000 hatte Cabure 2406 Einwohner.

## Sehenswürdigkeiten

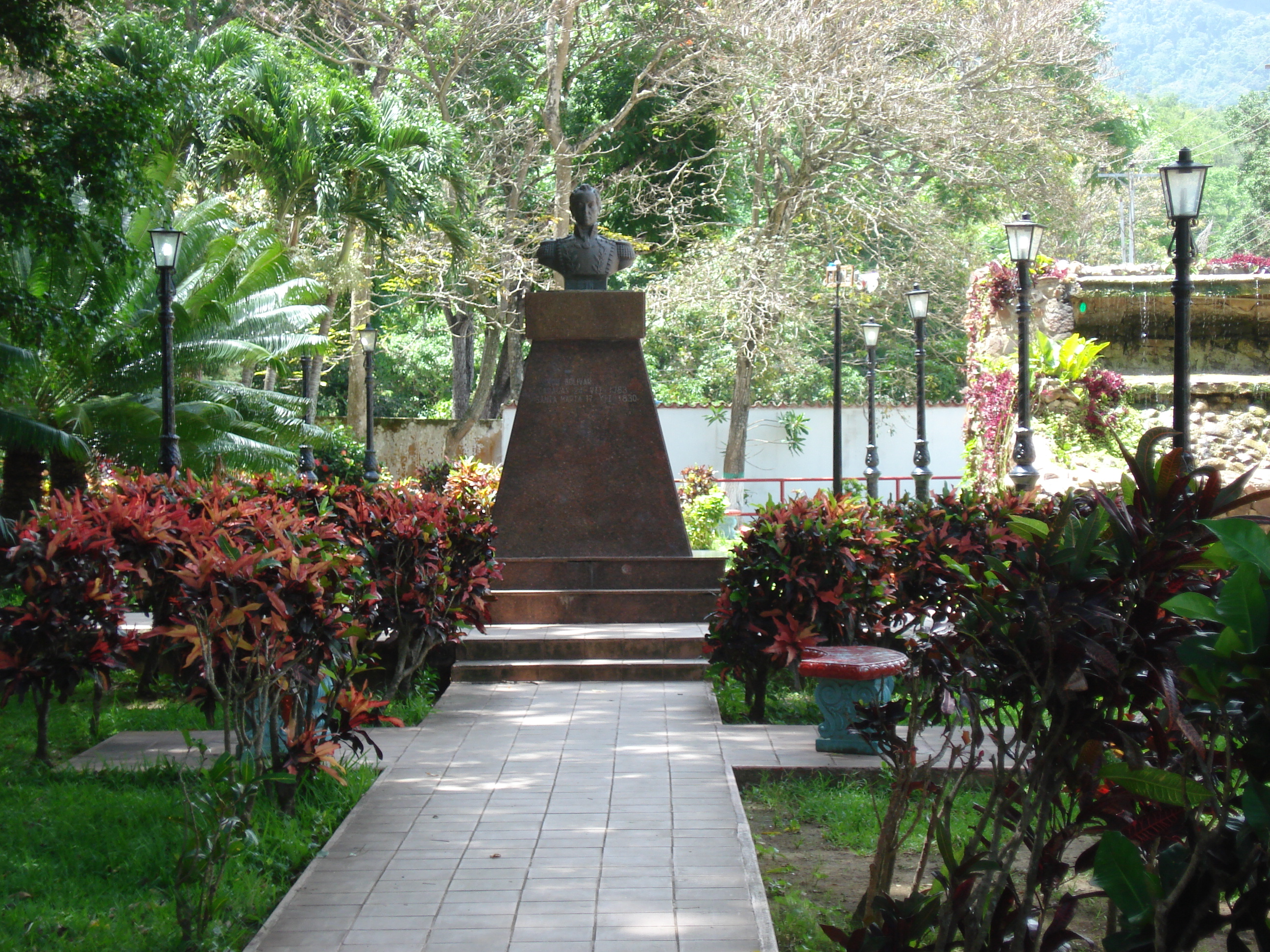
Jardín

Das Casa de la Concordia, der koloniale Weg der Spanier und die Dorfkirche locken Besucher an. Darüber hinaus befindet sich ein riesiger unterirdischer See in der Umgebung. Mehrere Flüsse haben ihre Quelle dort: Hueque, Cariagua, Ricoa, San Pablo, Siburua und andere. 

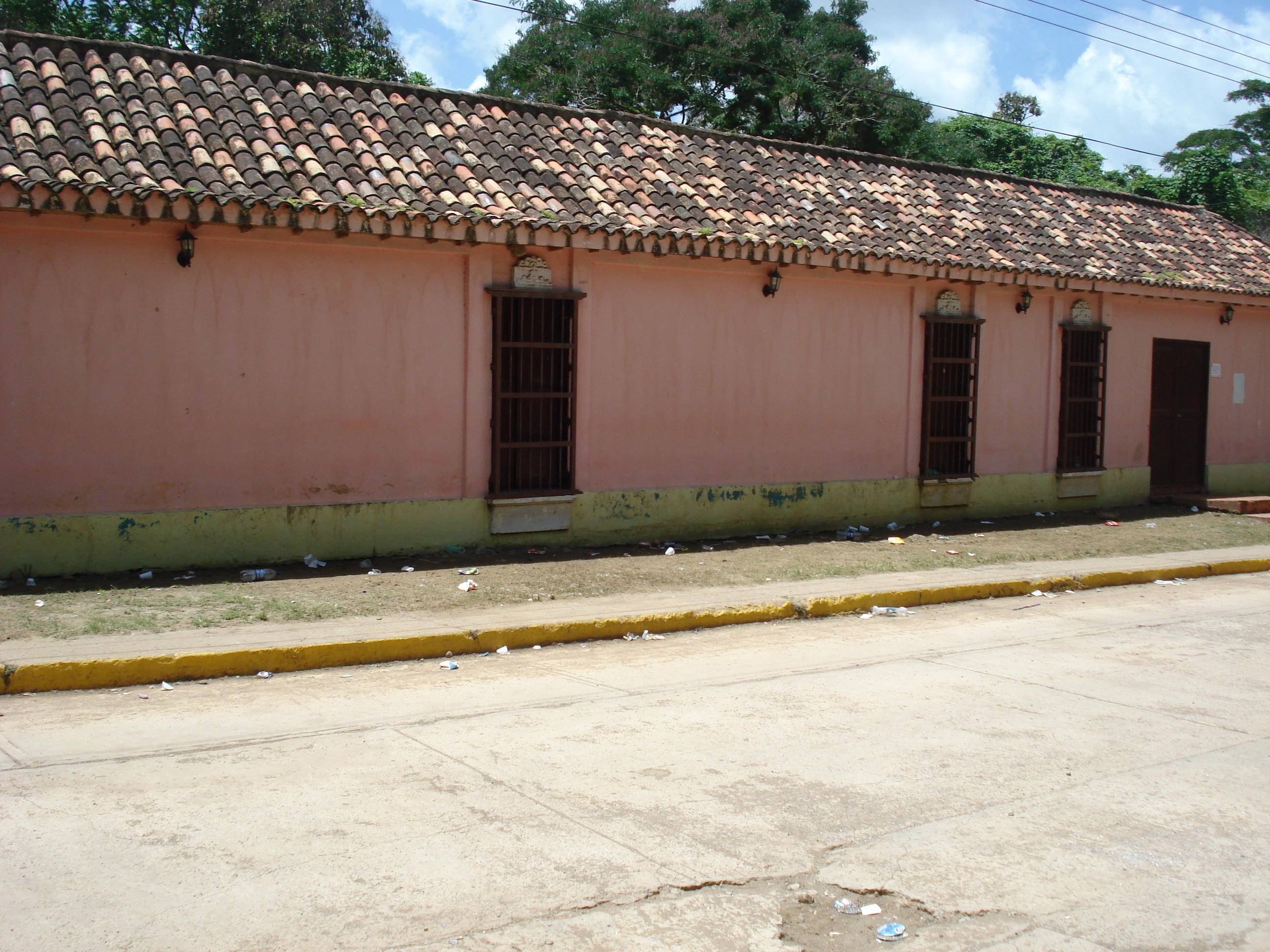
Casa de la Concordia

In El Ramonal befindet sich ein kleiner Garten, wo es Petroglyphen gibt, die die Uramerikaner hinterlassen haben.

## Feierlichkeiten
- 3. Woche Juni: Kunsthandwerks- und Touristenmesse
- 1. Woche Oktober: Heilige Rosario